# Petalium seriatum
Petalium seriatum là một loài bọ cánh cứng thuộc họ Ptinidae.